# أدريان جونز (لاعب كرة قدم أمريكية)
أدريان جونز (بالإنجليزية: Adrian Jones)‏ هو لاعب كرة قدم أمريكية أمريكي، ولد في 10 يونيو 1981 في دالاس في الولايات المتحدة.

## وصلات خارجية
- أدريان جونز على موقع مرجع كرة القدم المحترفة.كوم (الإنجليزية)